# Манибхадра
Манибхадра е реализирана будистка майсторка на медитацията (на санскрит дакини) и една от малкото жени измежду 84-те Махасидхи, известна с прозвището си „Щастливата домакиня“ или „Образцовата съпруга“. Тя е съвременница на учители като Наропа и Марпа преводача и живяла в северна Индия. Родена в богато семейство, тя както било обичайно още тринадесетгодишна е сгодена и до сватбата остава да живее в дома на родителите си.
Един ден близо до дома ѝ се появил просещ милостиня йогинът Кукурипа, който бил твърде красив и това привлякло вниманието на Манибхадра. Девойката го попитала защо проси подаяния вместо да се ожени и стане глава на семейство. Кукурипа отвърнал, че се страхува от страданията в кръговрата на смъртта и прераждането (на санскрит самсара) и вместо да ангажира цялото си време с отговорности за деца и съпруга предпочита да остане сам. Така той ще може да посвети живота си на практика и да намери изход от страданието.
Дълбоко впечатлена от думите му Манибхадра вижда, че Кукурипа ясно осъзнава нейната ситуация. Тя без колебание последва своя гуру на мястото, където живеел – гробището, на което кремират мъртвите. Безстрашието и решителността на момичето показват на Кукурипа нейния голям потенциал и това му дало възможността да и предаде най-висшите методи за работа с ума. Той и дал посвещение и инструкции върху идама Чакрасамвара и Манибхадра остава една седмица в медитационно уединение докато усвои практиката и придобие пълна увереност.
Разбира се това било напълно неприемлива постъпка и когато се завръща у дома тя не само получава упрек, но дори бива ударена от първоначално гневните си родители. Впоследствие обаче е дотолкова уверена и убедителна, че за оставащата година до сватбата си тя била напълно освободена от домашни задължения и се посвещава на еднонасочена медитация. Когато женихът я отвежда в дома си Манибхадра вече е напълно готова. Докато външно поддържа живот на безупречна любяща съпруга, възгледът и мотивацията ѝ превръщат всичко от нейното ежедневие в интензивна практика.
Дванадесет години по-късно докато носи делва с вода Манибхадра се спъва в корен и съдът се счупва. Умът ѝ вече бил дотолкова отворен, че това наглед обикновено събитие разтворило и последните воали в нея и тя постига просветление. Както много реализирани йоги и тя описва прозрението си в стих:
„От безначални времена съществата умират.

Техните съдове, телата им се разпадат.

Защо тогава те винаги се завръщат в тела?

Днес моят съд се счупи, но аз няма да се завърна никъде.

Ще остана в необусловената радост.

Наистина съвършен е учителят.

Вие същества, ако искате да сте щастливи,

доверете му се!“